# Xyrichtys
Xyrichtys es un género de peces de la familia de los Labridae y del orden de los Perciformes.

## Especies
Existen 22 especies de este género, de acuerdo con FishBase:
- Xyrichtys bimaculatus Rüppell, 1829
- Xyrichtys blanchardi (Cadenat y Marchal, 1963)
- Xyrichtys halsteadi Randall y Lobel, 2003
- Xyrichtys incandescens Edwards y Lubbock, 1981
- Xyrichtys koteamea Randall y Allen, 2004
- Xyrichtys martinicensis Valenciennes, 1840
- Xyrichtys melanopus (Bleeker, 1857)
- Xyrichtys mundiceps Gill, 1862
- Xyrichtys niger (Steindachner, 1900)
- Xyrichtys novacula (Linnaeus, 1758)
- Xyrichtys pastellus Randall, Earle y Rocha, 2008
- Xyrichtys pentadactylus (Linnaeus, 1758)
- Xyrichtys rajagopalani Venkataramanujam, Venkataramani y Ramanathan, 1987
- Xyrichtys sanctaehelenae (Günther, 1868)
- Xyrichtys sciistius Jordan y Thompson, 1914
- Xyrichtys splendens Castelnau, 1855
- Xyrichtys twistii (Bleeker, 1856)
- Xyrichtys verrens (Jordany Evermann, 1902)
- Xyrichtys victori Wellington, 1992
- Xyrichtys virens Valenciennes, 1840
- Xyrichtys wellingtoni Allen y Robertson, 1995
- Xyrichtys woodi (Jenkins, 1901)